# 1937 en Colombie-Britannique
Chronologie de la Colombie-Britannique
- 1933
- 1934
- 1935
- 1936
- 1937
- 1938
- 1939
- 1940
- 1941

Cette page concerne des événements qui se sont produits durant l'année 1937 dans la province canadienne de Colombie-Britannique.

## Politique
- Premier ministre : Thomas Dufferin Pattullo.
- Chef de l'Opposition : Frank Porter Patterson du Parti conservateur de la Colombie-Britannique
- Lieutenant-gouverneur : Eric Werge Hamber
- Législature :

## Événements
- Mise en service entre New Westminster et Surrey du Pattullo Bridge, pont routier en arc métallique de 1221 mètres de longueur, franchissant la Fraser River[1].

## Naissances

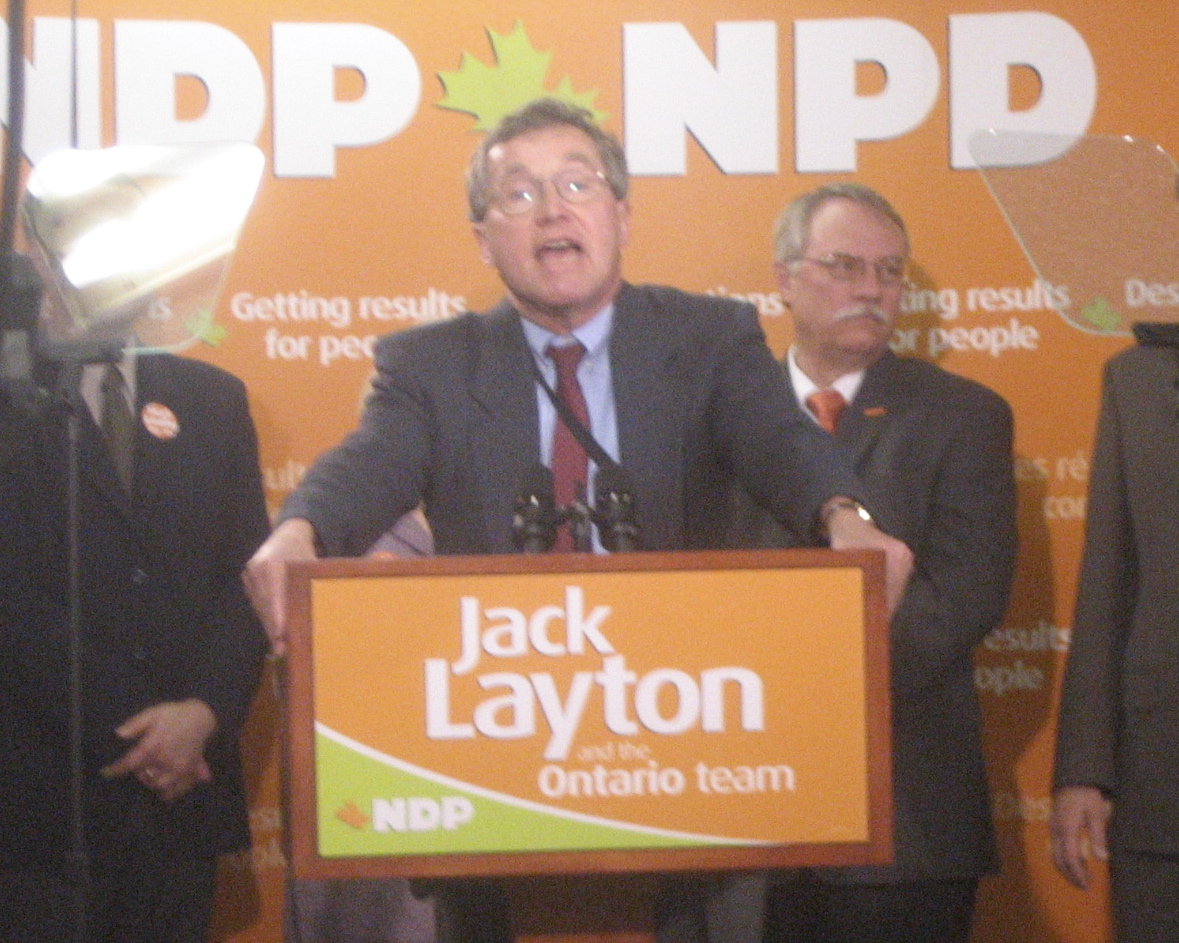
Michael Cassidy.

- 11 mars à Victoria (Colombie-Britannique) : Lorne Loomer, mort le 1er janvier 2017 dans la même ville[2]), rameur d'aviron canadien.

- 10 mai à Victoria   : Michael Cassidy, homme politique provincial et fédéral canadien de l'Ontario.

- 16 août à Victoria  : David Anderson , homme politique et un rameur d'aviron canadien.

## Décès
- 13 octobre : Simon Fraser Tolmie, premier ministre de Colombie-Britannique.